# Черк (футбольный клуб)
Футбольный клуб «Черк» (англ. Chirk Amateur Athletic Association Football Club, сокращённо англ. Chirk AAA F.C.) — валлийский футбольный клуб, представляющий город Черк, Рексем. В настоящее время выступает в Кэмри Норт, втором по значимости дивизионе в системе футбольных лиг Уэльса.

## История
«Черк», наряду с другими командами из Рексема, «Освестри» и «Друидс», был одним из клубов-основателей Футбольной ассоциации Уэльса в 1876 году.
В ранний период своего существования в составе «Черка» выступали, по большей части, работники из Черк Касл и из шахты Блэк Парк. До 1877 года «Черк» проводил лишь товарищеские матчи против местных команд, но в октябре 1877 года сыграл свой первый официальный матч. Клуб впервые сыграл в Кубке Англии в сезоне 1885/86.
Среди известных игроков «Черка» выделяется Билли Мередит, который начал карьеру в этом клубе.

## Достижения
- Обладатель Кубка Уэльса (5): 1886/87, 1887/88, 1889/90, 1891/92, 1893/94
- Обладатель Любительского кубка Уэльса (3): 1957/58, 1959/60, 1962/63
- Чемпион Комбинации: 1899/1900